# 愛德華·西蒙
約翰·愛德華·西蒙（德語：Johann Eduard Simon，1789年9月18日—1856年6月19日）是一名德國藥劑師。
約翰·愛德華·西蒙在1839年意外地發現聚苯乙烯。西蒙從蘇合香樹的蘇合香脂中蒸餾出一種油性物質，他將其命名為「苯乙烯」。幾天後，他發現苯乙烯變稠了，可能是因聚合作用而變成果凍狀，他稱之為氧化苯乙烯（Stryroloxyd）。